# Hrabské
Hrabské este o comună slovacă, aflată în districtul Bardejov din regiunea Prešov. Localitatea se află la altitudinea de 460 m deasupra n.m., se întinde pe o suprafață de 10,91 km2 și în 2017 număra 617 locuitori.

## Istoric
Localitatea Hrabské este atestată documentar din 1351.

## Demografie
| An:                | 1994 | 2004   | 2014    | 2024   |
| ------------------ | ---- | ------ | ------- | ------ |
| Număr de persoane: | 524  | 545    | 608     | 664    |
| Diferență:         |      | +4,00% | +11,55% | +9,21% |

| An:                | 2023 | 2024   |
| ------------------ | ---- | ------ |
| Număr de persoane: | 671  | 664    |
| Diferență:         |      | −1,04% |